# Campeonato de Japón de Ciclismo en Ruta
Los Campeonatos de Japón de Ciclismo en Ruta se organizan anualmente desde el año 1997 para determinar el campeón ciclista de Japón de cada año. El título se otorga al vencedor de una única carrera. El vencedor obtiene el derecho a portar un maillot con los colores de la Bandera de Japón hasta el Campeonato de Japón del año siguiente.

## Palmarés

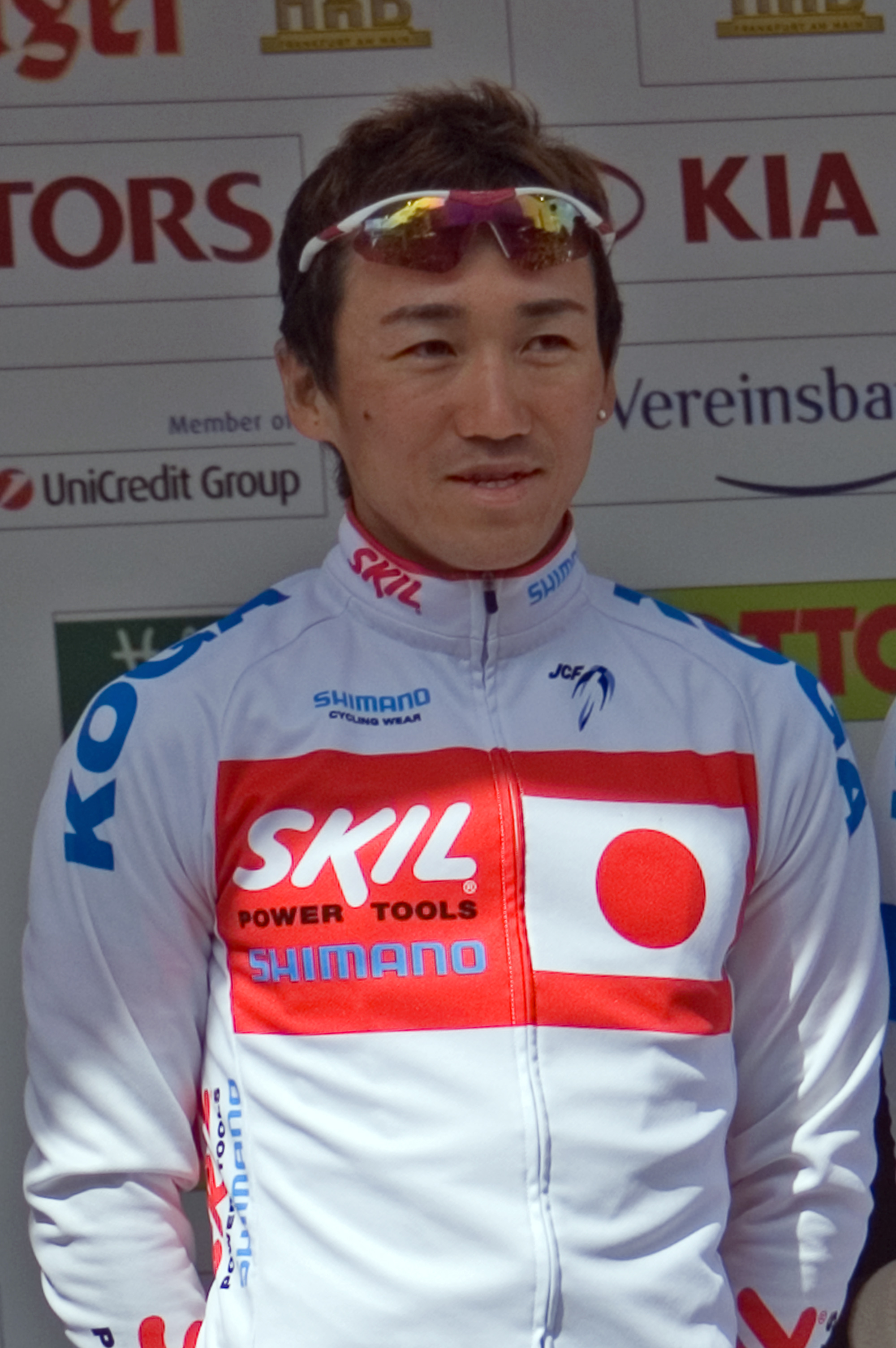
Hidenori Nodera con el maillot de campeón de Japón.

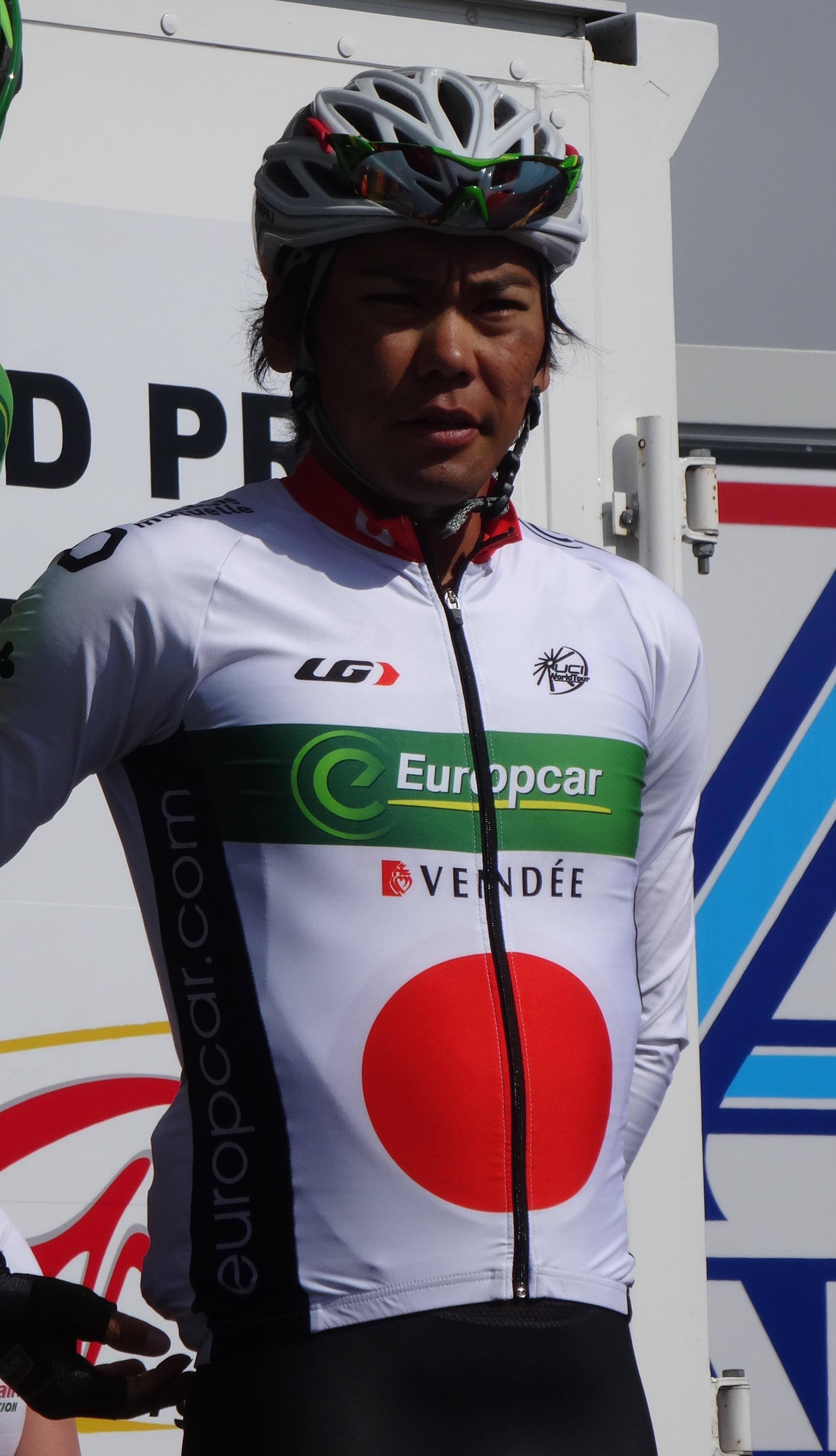
Yukiya Arashiro con el maillot de campeón de Japón.

| Año  | Ganador            | Segundo          | Tercero            |
| 1995 | Ken Hashikawa      |                  |                    |
| 1996 | Osamu Sumida       | Kazuyuki Manabe  | Junichi Kikuta     |
| 1997 | Yoshiyuki Abe      |                  |                    |
| 1998 | Tomokazu Fujino    | Yoshiyuki Abe    | Kazuyuki Manabe    |
| 1999 | Tomokazu Fujino    | Junichi Shibuya  | Osamu Sumida       |
| 2000 | Yoshiyuki Abe      | Osamu Sumida     | Kazuya Okazaki     |
| 2001 | Yasutaka Tashiro   | Mitsuteru Tanaka | Tomoya Kano        |
| 2002 | Shinri Suzuki      | Kazuya Okazaki   | Junichi Shibuya    |
| 2003 | Shinichi Fukushima | Hidenori Nodera  | Kazuyuki Manabe    |
| 2004 | Yasutaka Tashiro   | Shinri Suzuki    | Hidenori Nodera    |
| 2005 | Hidenori Nodera    | Yasutaka Tashiro | Kazuyuki Manabe    |
| 2006 | Fumiyuki Beppu     | Hidenori Nodera  | Shinri Suzuki      |
| 2007 | Yukiya Arashiro    | Hidenori Nodera  | Takashi Miyazawa   |
| 2008 | Hidenori Nodera    | Kazuo Inoue      | Shinichi Fukushima |
| 2009 | Taiji Nishitani    | Takashi Miyazawa | Hidenori Nodera    |
| 2010 | Takashi Miyazawa   | Shinri Suzuki    | Hidenori Nodera    |
| 2011 | Fumiyuki Beppu     | Yukiya Arashiro  | Miyataka Shimizu   |
| 2012 | Yukihiro Doi       | Nariyuki Masuda  | Miyataka Shimizu   |
| 2013 | Yukiya Arashiro    | Miyataka Shimizu | Nariyuki Masuda    |
| 2014 | Junya Sano         | Kazuo Inoue      | Genki Yamamoto     |
| 2015 | Kazushige Kuboki   | Yusuke Hatanaka  | Nariyuki Masuda    |
| 2016 | Sho Hatsuyama      | Ryōta Nishizono  | Keisuke Kimura     |
| 2017 | Yusuke Hatanaka    | Fumiyuki Beppu   | Keisuke Kimura     |
| 2018 | Genki Yamamoto     | Junya Sano       | Yudai Arashiro     |
| 2019 | Shotaro Iribe      | Yukiya Arashiro  | Kohei Yokotsuka    |
| 2020 | No se disputó      | No se disputó    | No se disputó      |
| 2021 | Keigo Kusaba       | Nariyuki Masuda  | Hideto Nakane      |
| 2022 | Yukiya Arashiro    | Yudai Arashiro   | Masaki Yamamoto    |
| 2023 | Masaki Yamamoto    | Atsushi Oka      | Genki Yamamoto     |
| 2024 | Marino Kobayashi   | Sohei Kaneko     | Masaki Yamamoto    |
| 2025 | Marino Kobayashi   | Genki Yamamoto   | Sohei Kaneko       |